# 経済関係罰則ノ整備ニ関スル法律
経済関係罰則ノ整備ニ関スル法律（けいざいかんけいばっそくのせいびにかんするほうりつ、昭和19年2月10日法律第4号）は、独占的事業会社役職員への刑事罰に関する法律で、刑法に対する特別法である。

## 概要
独占事業や国家総動員、経済統制を任務とする特殊会社、公団などの役職員による汚職及び経済統制に関する秘密漏洩に対する罰則を規定しており、戦時体制の1944年（昭和19年）に制定された。同法違反で起訴された案件は1965年（昭和40年）時点で1000件近くあり、武州鉄道汚職事件でも一部同法違反に問われた。
しかし、この法律は経済統制を確保する事を土台としている関係から、自由経済体制に移行すると、適合しない面が生じ、同法の適用を受ける機関や会社が無くなったり、性格を変えて普通の民間会社になって、適用範囲が大幅に狭まっている。そのため1965年3月27日に第48回国会に「経済関係罰則の整備に関する法律を廃止する法律案」が提出されたが審議未了となっている
1947年（昭和22年）の経済関係罰則の整備に関する法律の一部を改正する法律（昭和22年12月27日法律第242号）による法改正で、別表を掲げる団体を具体的な対象とした。2007年（平成19年）の法改正で2008年（平成20年）9月まで存在した商工組合中央金庫が規制対象から削除となり、2008年（平成20年）10月以降は「貸家組合法ニ依ル貸家組合、貸家組合連合会、貸室組合及貸室組合連合会」と「市町村農業会、道府県農業会（東京都農業会ヲ含ム）及全国農業会」のみが対象となっている。
この貸家組合法は、許可、認可等の整理に関する法律（昭和53年5月23日法律第54号）により廃止されている。また、市町村農業会、道府県農業会（東京都農業会ヲ含ム）及全国農業会の根拠法である農業団体法（昭和18年3月11日法律第46号）は、農業協同組合法の制定に伴う農業団体の整理等に関する法律（昭和22年11月19日法律第133号）により廃止されている。そのため現在、適用対象が実質上消滅しており、そのためE-Gov法令検索では実効性喪失としている。